# Zalesie Kętrzyńskie
Zalesie Kętrzyńskie (deutsch Hinzenhof) ist ein Dorf in Polen, das zur Landgemeinde Kętrzyn (Rastenburg) in der Woiwodschaft Ermland-Masuren gehört.
Zalesie Kętrzyńskie liegt südlich der Landstraße von Kętrzyn nach Nakomiady und ist als Dorf weitgehend verfallen (das Nachbardorf Poganowo – deutscher Ortsname: Groß-Bügersdorf – ist sogar völlig verschwunden). Eine gewisse Bekanntheit genießt Zalesie Kętrzyńskie durch den Rastenburger Wappenberg (157 m). Direkt neben diesem Hügel kreuzt der Weg die ehemalige – inzwischen zugewachsene – Schmalspurbahnstrecke der Rastenburger Kleinbahnen, die nach dem Zweiten Weltkrieg von den Polnischen Eisenbahnen weitergeführt wurde. Die Strecke führte bis 1972 von Kętrzyn nach Ryn und hatte an dieser Stelle eine Haltestelle.
2009 befand sich in Zalesie Kętrzyńskie nur noch ein Wohnhaus, ein paar Wirtschaftsgebäude und drei Schrebergärten. Eine Wohnhaushälfte diente dem örtlichen Jagdverein „Szarak“ als Clubhaus, die andere Hälfte war unbewohnt.